# Kurba Vela
Kurba Vela (italsky Curba Grande) je neobydlený ostrov v Jaderském moři. Rozkládá se na území Chorvatska, leží v Šibenicko-kninské župě a je součástí souostroví Kornati. Jeho rozloha je 1,74 km². Ostrov je podlouhlý a úzký, jeho délka dosahuje přibližně pěti kilometrů, šířka se pohybuje mezi 85 a 510 metry. Není zalesněný, pouze je porostlý nízkými trnitými křovisky. Až na sektorový maják není na ostrově žádná budova ani přístaviště, nevede na něj žádná stálá lodní doprava, turisty je navštěvován vzácně, vzhledem k těžké dosažitelnosti vlivem absence jakéhokoliv přístaviště a omezení v rámci národního parku Kornati.
Povrch ostrova je kopcovitý; nejvyšším vrcholem je Južna glava (117 m), dalšími vrcholy jsou Orljak, Visočan (oba 106 m), Gravnjača (78 m) a Komornjak (73 m). U nejsevernějšího mysu Kurba se nachází podzemní jeskyně.
Kurba Vela je nejvýchodněji položený ze všech větších ostrovů souostroví Kornati. Nejbližšími velkými ostrovy jsou Kornat (2,6 km severovýchodně) a Žirje (6,5 km jihovýchodně), dalšími sousedními ostrovy jsou Smokvica Vela a Škulj. Kurba Vela je též obklopena velkým množstvím malých ostrůvků, mezi které patří Babina Guzica, Skrižanj Mali, Skrižanj Veli, Mrtovnjak, Vrtlić, Samograd, Vodeni Puh, Kameni Puh, Puh gornji, Puh donji, Lucmarinjak, Oključ, Garmenjak Veli, Garmenjak Mali, Prduša Mala a Prduša Vela.